# السنة صفر (مفهوم سياسي)
السنة صفر (بالخميرية: ឆ្នាំសូន្យ)‏ هي فكرة وضعها بول بوت موضع التنفيذ في كمبوتشيا الديمقراطية والتي تنص على أنه يجب تدمير أو التخلص من جميع الثقافات والتقاليد داخل المجتمع بالكامل ويجب أن تحل محلها ثقافة ثورية جديدة بدءًا من الصفر. وبهذا المعنى فإن تاريخ أي أمة أو شعب قبل العام صفر سوف يعتبر غير ذي صلة إلى حد كبير، لأنه من الأفضل أن يتم تطهيره واستبداله من الألف إلى الياء.
أعلن الخمير الحمر اليوم الأول من "السنة صفر" في 17 أبريل 1975 عند استيلائهم على كمبوديا للدلالة على ولادة جديدة للتاريخ الكمبودي.  اعتمد المصطلح قياسًا على "السنة الأولى" من التقويم الثوري الفرنسي،  كانت السنة صفر في الواقع محاولة من قبل الخمير الحمر لمحو التاريخ وإعادة المجتمع الكمبودي إلى السنة الصفرية، وإزالة أي بقايا من الماضي.

## المفهوم والخلفية
استلهم بول بوت والخمير الحمر، ومعظمهم من الشيوعيين المتعلمين في فرنسا،  فكرة "السنة صفر" من مفهوم "السنة الأولى" في التقويم الثوري الفرنسي . ظهرت "السنة الأولى" الفرنسية أثناء الثورة الفرنسية، بعد إلغاء الملكية الفرنسية في 20 سبتمبر 1792، حيث أنشأ المؤتمر الوطني تقويمًا جديدًا وأعلن أن هذا التاريخ هو بداية السنة الأولى. 

## السنة صفر في كمبوديا
في عام 1975، استولت قوات الخمير الحمر على بنوم بنه، عاصمة كمبوديا (أعيدت تسميتها فيما بعد كمبوتشيا الديمقراطية، 1975-1979). عند الاستيلاء على السلطة، صدر مرسوم السنة الصفرية. 
على أمل تحويل الأمة إلى يوتوبيا زراعية، شرع الزعيم الشيوعي بول بوت في إعادة بناء البلاد إلى مجتمع ما قبل الصناعة، بلا طبقات من خلال محاولة تحويل جميع المواطنين إلى عمال زراعيين ريفيين بدلاً من سكان المدن المتعلمين، الذين يعتقد بوت ونظامه أنهم أفسدتهم الأفكار الرأسمالية الغربية .   وأعلن أن الأمة ستبدأ من جديد في "السنة صفر"، وسيتم القضاء على كل ما كان موجودًا قبل السنة صفر. وبعبارة أخرى، كان من المفترض أن يكون هذا بمثابة إعادة ضبط كاملة وشاملة (أو حتى تطهير) للمجتمع الكمبودي. لقد عزل شعبه عن المجتمع العالمي، أنشأ جمعيات ريفية، وفكك النسيج الاجتماعي والبنية التحتية في كمبوديا، وشرع في إفراغ المدن، وكذلك إلغاء المال (وبالتالي تدمير البنوك أيضًا)، والملكية الخاصة، والعائلات، والدين. 
لبناء المجتمع الكمبودي الجديد، تم إرسال سكان المدن المهجورة إلى معسكرات العمل.  واضطر سكان بنوم بنه، على وجه الخصوص، على الفور إلى "العودة إلى القرى" للعمل. حدثت عمليات إجلاء مماثلة في باتدامبانج وكامبونج تشام وسيام ريب وكامبونج توم وغيرها. 
ومنعت معرفة أي شيء قبل السنة الصفرية. ولضمان عدم وجود ذاكرة مسجلة لمجتمع ما قبل السنة الصفرية، تم حرق الكتب. (تم أيضًا تجريم ارتداء النظارات لأنه تم اعتبارها للإشارة إلى أن الشخص قد اعتاد على قراءة الكتب).  في كمبوتشيا الديمقراطية، كان أسلوب الحياة الوحيد المقبول هو أسلوب حياة العمال الزراعيين. وبذلك تم القضاء على قرون من الثقافة والمؤسسات الكمبودية، حيث تم إغلاق المصانع والمستشفيات والمدارس والجامعات، بالإضافة إلى أي شخص أعرب عن اهتمامه بالحفاظ عليها. كان يُعتقد أن ما يسمى بالشعب الجديد — أعضاء الحكومات القديمة والمثقفين بشكل عام، بما في ذلك المحامون والأطباء والمدرسون والمهندسون ورجال الدين والمهنيون المؤهلون في جميع المجالات — يشكلون تهديدًا للنظام الجديد ولذلك تم تمييزهم وإعدامهم بشكل خاص خلال عمليات التطهيرالمصاحبة للسنة الصفرية. 
وسرعان ما أعقب استيلاء الخمير الحمر على السلطة سلسلة من السياسات الثورية الجذرية لتقليص التصنيع والتي أدت إلى عدد من القتلى تجاوز إلى حد كبير عدد القتلى الذي نتج عن عهد الإرهاب الفرنسي.[بحاجة لمصدر]